# Benthana trinodulata
Benthana trinodulata là một loài chân đều trong họ Philosciidae. Loài này được Araujo & Lopes miêu tả khoa học năm 2003.